# Schatten an der Wand
Schatten an der Wand ist ein Lied und die Debütsingle der deutschen Sängerin, Textdichterin, Komponistin und Musikproduzentin Julia Neigel, damals noch als Jule Neigel, aus dem Jahr 1988.

## Entstehung
Das Lied wurde von der Interpretin selbst geschrieben, arrangiert von Axel Schwarz, der dadurch 25 % der Komposition erhielt. Die Komposition entstammt dabei zu 75 % von Neigel (Komposition der Gesangsmelodie) und zu 25 % von Schwarz, während Neigel auch zu 100 % den Text verfasste. Für die Produktion zeichneten Julia Neigel und die Produzenten Harald Schneck und Ralf Zang verantwortlich.
Neigel schrieb den Text und die Melodie bereits im Alter von 17 Jahren (≈1983/84) und bot ihn in ihrer damaligen Band, der sogenannten „Jule Neigel Band“ dar, die zudem ihren Namen trug. Später musste sie vor Gericht um die Urheberrechte ihrer Komposition hierfür kämpfen, da Schwarz sich zuerst als alleiniger Komponist ausgab und dies wahrheitswidrig bei der GEMA so gemeldet hatte und die Einnahmen ihrer Urheberrechte als Komponistin zu diesem Werk einstrich.
Einige der früheren Bandkollegen hatten sich die kompositorischen Rechte an allen Liedern ihres 1. Albums, welches ebenfalls „Schatten an der Wand“ hieß, bei der GEMA gesichert, doch Neigel konnte im Gerichtsprozess mithilfe von Zeugen belegen, dass sie die Lieder des gleichnamigen Albums, unter anderem dem Titelgeber, nicht nur als Textdichterin, sondern auch als Komponistin selbst geschrieben hatte. Axel Schwarz hatte zuvor die Einnahmen zu 100 % Ihrer Komposition erhalten, da er vor Veröffentlichung des Werkes sich bei der GEMA und in der Öffentlichkeit als alleiniger Komponist ausgegeben hatte und damit ihre Komponistenschaft öffentlich und bei der GEMA jahrzehntelang unterschlug.
Im Gerichtsprozess am LG Mannheim im Jahr 2004, der die Prüfung der Urheberrechte der Komposition des Liedes zur Grundlage hatte, begründete er diese falsche Darstellung, die Unterschlagung der Benennung der Komponistin Neigel und die damit auch die falsche Benennung der Komponistenrolle bei der GEMA und beim Label bezüglich seiner Leistung als vermeintlich alleiniger Komponist damit, dass Neigel auf ihre Benennung und die Einnahmen ihrer Urheberrechte an der Komposition des Werkes durch die GEMA schon vorab und im Beisein eines Kollegen und ihres ehemaligen Lebensgefährten im Proberaum mündlich verzichtet habe und er deshalb ihre Kompositions-Tantieme eingestrichen hätte und ihren Namen als Komponistin bei der GEMA vor der Veröffentlichung der Single gestrichen hätte. Neigel bestritt dies und belegte, dass sie bei der Werk-Meldung im Jahr 1987/88 bei der GEMA durch Schwarz noch nicht einmal GEMA-Mitglied war und seiner willkürlichen und für sie nachteiligen Meldung bei der GEMA und beim Label zu seinen Gunsten und seinen Handlungen als GEMA-Mitglied, der als einziger damaliger Musiker in der Band überhaupt Werke bei der GEMA als Mitglied melden durfte, damit hilflos ausgeliefert war. Später, als die Single dann erfolgreich wurde, wäre von den Musikern bestritten worden, dass sie die Komponistin des Werkes ist.
Das Gericht sprach ihr auf Grund ihrer Erfindung der Gesangskomposition des Werkes dann im Jahre 2004 und 16 Jahre später die tatsächliche Komponistenrolle, ihre Benennung bei der GEMA und somit auch ihre Einnahmen durch die GEMA zu. Ihr schöpferischer Kompositionsanteil auf Grund der Erfindung ihrer Gesangsmelodie, sei außerdem wesentlich höher als der künstlerische Anteil von Schwarz, der das ursprüngliche und rudimentäre Demo ohne Gesangsmelodie und nur mit Akkorden beisteuerte, welches dann von Neigel auch noch für die Veröffentlichung umarrangiert wurde. Das Gericht stellte außerdem fest, dass die vermeintliche Begründung, warum sie durch den Beklagten Schwarz nicht als Komponistin bei der GEMA gemeldet worden sei unglaubwürdig wäre. Außerdem äußerte das Gericht, dass sein Zeuge, der ehemalige Gitarrist Andreas Schmid, der ebenfalls ehemalige Lebensgefährte der Klägerin Neigel, ebenfalls unglaubwürdig sei, weil er sich selbst bei anderen Werken als alleiniger Komponist durch Schwarz bei der GEMA melden ließ, obwohl in der Beweisaufnahme alle Zeugen bestätigten, dass auch bei diesen Werken Neigel die Gesangsmelodie komponiert habe. Das Gericht betonte im Urteil, die täuschenden Handlungen und das Unterlassen des ehemaligen Lebensgefährten gegenüber Schwarz innerhalb der Band, seien auf Grund der Unerfahrenheit und Jugend der Klägerin Neigel als besonders verwerflich anzusehen. Nach Ende des Prozesses wurde gegen den Zeugen Andreas Schmid ein strafrechtliches Verfahren wegen falscher Zeugenaussage bei Gericht eingeleitet, welches mit einer Geldstrafe und einem Geständnis des Zeugen, sich falsch erinnert zu haben, eingestellt wurde.
Das gesamte Prozessgeschehen wurde vom deutschen Rockmusikverband durch einen Journalisten als Prozessbeobachter in entsprechenden Artikeln aufgearbeitet und minutiös belegt, siehe: Prozess um Schatten an der Wand
Sie ist auch die Co-Produzentin des Werkes „Schatten an der Wand“. Seit dem Ergebnis des Prozesses im Jahr 2004 hält sie auch die Rechte an der Komposition. Obwohl die Komponistenrolle über ein Jahrzehnt durch die wahrheitswidrigen Angaben von Axel Schwarz in der Öffentlichkeit ihm alleine zugeordnet wurde, war und ist sie schon immer die tatsächliche Hauptkomponistin und Singer/Songwriter dieses Werkes und wurde somit spät als solche mit Hilfe eines Richters anerkannt.
Die Künstlerin sprach in mehreren Interviews von ihrer Erfahrung von frauenfeindlichem Verhalten im Beruf, von beruflichem Sexismus und der Ausbeutung ihrer Leistung innerhalb ihrer ersten Band, die nur mit Hilfe ihres ersten Lebensgefährten möglich wurde. Diese Methoden müssten in der Musikbranche gesetzlich verboten werden. Die GEMA müsste außerdem, als staatlich beauftragte Vergütungsgesellschaft, bei einzureichenden Werkmeldungen durch Mitglieder, in der Dritte als Autoren benannt werden die noch keine GEMA-Mitglieder seien, zuerst darauf bestehen die betroffenen Autoren direkt anzuschreiben und anzufragen, ob die Angaben des GEMA-Mitglieds bei einer Werksmeldung, in der deren Name als Textdichter benannt würde, auch kompositorisch stimmen würden. Ein Einspruchsrecht hätten auch Urheber, die noch keine Mitglieder seien, da eine GEMA-Werkmeldung sonst eine Betrugskette unter Urhebern im Bereich der Kompositionen speziell bei Sängerinnen, die auch Singer/Songwriter sind, unter Bands in Gang setzen würde.
Das Lied ist außerdem von ihrer Ausnahmestimme (4-Oktaven) und ihrem stark souligem Gesang mit deutschsprachigem Text geprägt. Dieser Soul-Stil, kombiniert mit deutschen Texten, wurde durch die Interpretin Neigel mit diesem Erstlingswerk als eigene Stilrichtung erstmals etabliert. Sie gilt seither als gesangliche Ikone der deutschen Rock- und Popmusik.

## Veröffentlichung
Die Erstveröffentlichung von Schatten an der Wand erfolgte als Single im Februar 1988 bei Intercord. Diese erschien als 7″-Single (Katalognummer: 110.248) sowie als 12″-Single (Katalognummer: 125.252) mit der B-Seite Immer auf’m Sprung und ist die Debütsingle Neigels. Im September 1988 erschien das Lied als Teil des gleichnamigen Studioalbums (Katalognummer: 145.109), dem Debütalbum von Neigel.
Um das Lied zu bewerben, erfolgten unter anderem vier Liveauftritte in der ZDF-Hitparade, erstmals am 18. Mai 1988.

## Stil
Es handelt sich um einen recht schnellen Deutschrock-Titel mit souligem deutschsprachigem Gesang und einem sich wiederholenden und eingängigen Atlip-Melodie-Teil im Refrain, sowie einem blueslastigen Gitarrensolo, der aber auch mit Synthesizern und einem programmierten Groove instrumentiert ist.

## Chartplatzierungen
| ChartsChartplatzierungen | Höchstplatzierung | Wochen |
| ------------------------ | ----------------- | ------ |
| Deutschland (GfK)        | 30 (12 Wo.)       | 12     |